# Las Vegas Review-Journal
Das Las Vegas Review-Journal ist die führende Tageszeitung in Las Vegas, Nevada. Sie wurde 1909 gegründet. Sie hat eine tägliche Auflage von mehr als 232.000 Exemplaren (bezahlte Ausgaben gedruckt und digital, Stand Q3 2015).
2010 wurde bekannt gegeben, dass der langjährige Chefredakteur Sherman Frederick durch Bob Brown ersetzt wird. Ende 2015 erwarb der Casino-Milliardär Sheldon Adelson das Las Vegas Review-Journal. Der Kauf wurde zunächst geheim gehalten. Nach der Übernahme verließen der Herausgeber Mike Hengel und der Kolumnist John L. Smith das Blatt. Smith war 2005 von Adelson wegen einer Passage in einem von ihm verfassten Buch verklagt worden, gewann den Prozess, musste aber anschließend Bankrott anmelden. 2020 zählte das Blatt zu den wenigen größeren US-amerikanischen Zeitungen, die einen Wahlaufruf für Donald Trump veröffentlichten.